# Tellingstedt
Tellingstedt ist eine Gemeinde im Kreis Dithmarschen in Schleswig-Holstein.

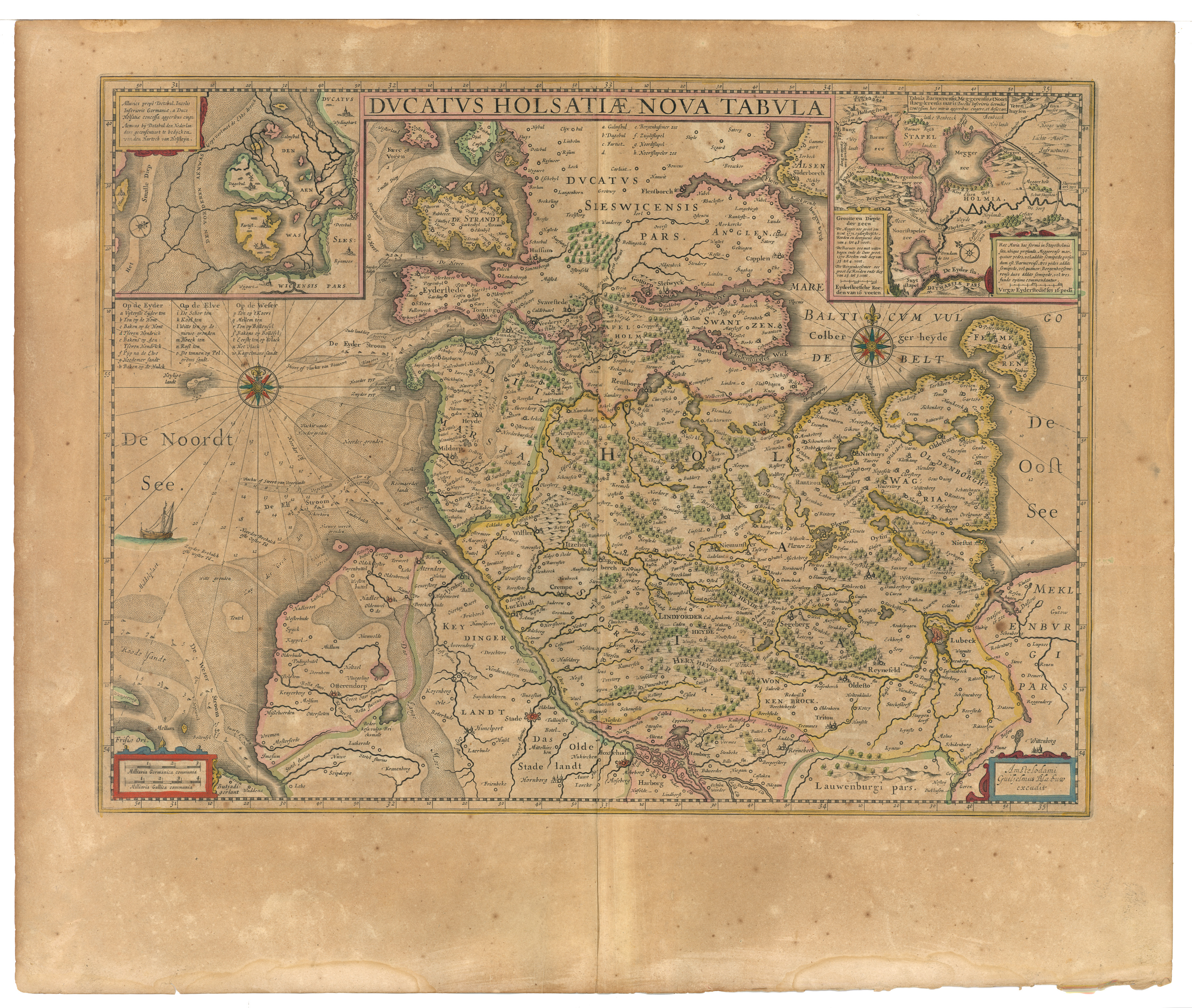
„Tellingstede“ 1645 im Atlas Maior von Blaeu

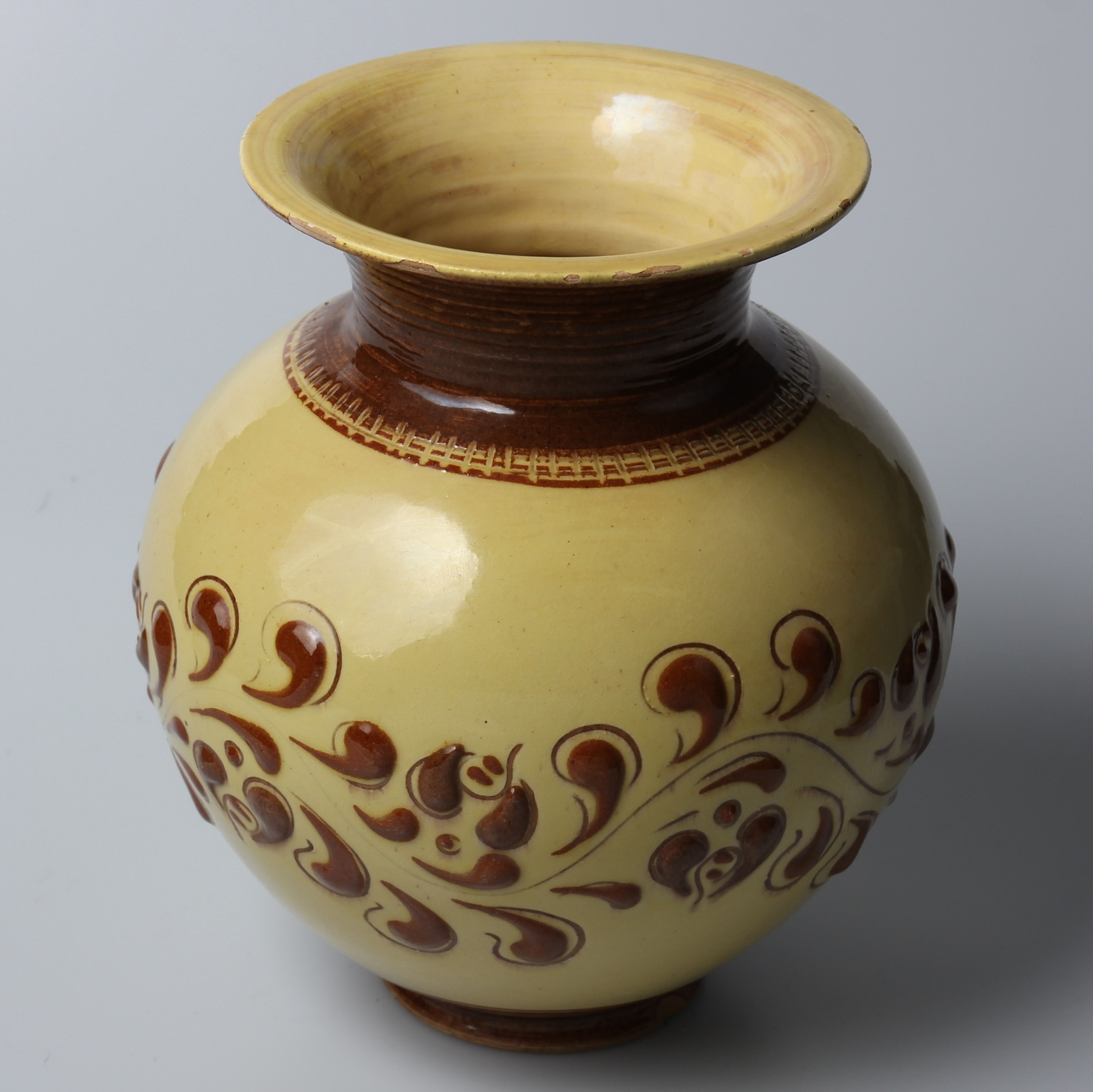
Tellingstedter Keramik

## Geographie

### Geographische Lage
Tellingstedt liegt am nördlichen Ende der Heide-Itzehoer Geest im Nordosten des Kreises.

### Gemeindegliederung
Die Gemeinde Tellingstedt gliedert sich in verschiedene Siedlungen ländlichen Typs. Neben dem namenstiftenden Kirchdorf befinden sich auch das exklavierte Dorf Rederstall, sowie die Häusergruppen Bergelieth, Stockwedel, Weide Tellingstedt und Weide Oesterborstel als weitere Wohnplätze im Gemeindegebiet, u. a. den Ortsteil Südermühle.

## Geschichte
Das Kirchspiel wird erstmals 1140 in den Urkunden genannt. 1329 soll es schon ein Hauptsitz der Wollersen gewesen sein. Bei der Reichstagswahl März 1933 stimmten im Kirchspiel Tellingstedt 84,9 % für die NSDAP, 8,2 % für die DNVP, 5,8 % für die SPD und 0,9 % für die KPD bei einer Wahlbeteiligung von 93,0 %.
Am 1. April 1934 wurde die Kirchspielslandgemeinde Tellingstedt aufgelöst. Alle ihre Dorfschaften, Dorfgemeinden und Bauerschaften wurden zu selbständigen Gemeinden/Landgemeinden, so auch der Hauptort Tellingstedt und der später eingemeindete Ort Rederstall.

## Eingemeindungen
Am 1. Oktober 1959 wurde Oesterborstel eingegliedert.
Die ab 1934 selbständige Gemeinde Rederstall wurde am 1. Januar 1978 in die Gemeinde Tellingstedt eingemeindet und bildet seit dieser Zeit eine Exklave des Gemeindegebietes.

## Politik

### Gemeindevertretung
Bei der Kommunalwahl am 14. Mai 2023 wurden insgesamt 17 Sitze vergeben. Von diesen erhielt CDU zehn Sitze, die Wählergemeinschaft Tellingstedt fünf Sitze und die SPD zwei Sitze.

### Wappen
Blasonierung: „In Blau als Kniestück in Frontalansicht ein golden gerüsteter, barhäuptiger Ritter, der unter dem abgewinkelten linken Arm seinen rotgefütterten goldenen Umhang mit einem silbernen Schwert durchschneidet (St. Martin). Oben links ein silberner Krug.“

## Kultur und Sehenswürdigkeiten

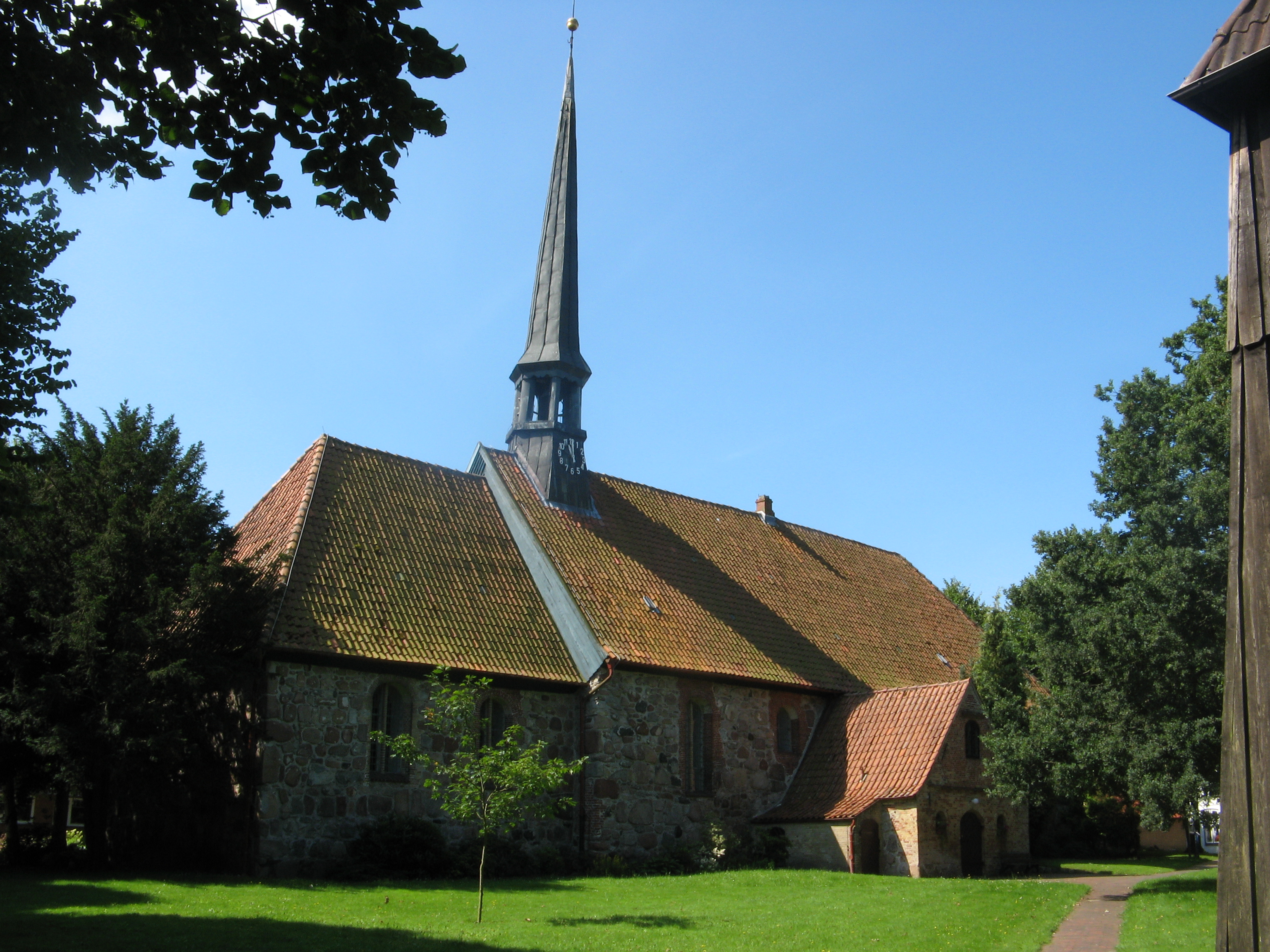
Kirche Tellingstedt, am rechten Bildrand der Glockenstapel

In der Gemeinde steht eine Feldsteinkirche aus dem 12. Jahrhundert, mit einem markanten schiefen Kirchturm. Die St.-Martins-Kirche gehörte zu den fünf Hauptkirchen Dithmarschens und ist Mutterkirche des Pahlener Gotteshauses. Zum Kirchspiel waren die zum Amt Kirchspielslandgemeinde Tellingstedt gehörigen Dörfer eingepfarrt. Die 1140 erstmals erwähnte Kirche wuchs 1559, im Jahr der Letzten Fehde, um einen Anbau, erhielt 1726 ein Seitenschiff im Süden und 1755 ein Gebeinhaus im Norden. In ihr befindet sich die älteste noch spielbare Orgel Schleswig-Holsteins von 1642, gebaut von Tobias Brunner aus Lunden. Die Kanzel stammt aus dem Jahr 1604, den Altar, der ursprünglich in der 1744 abgebrochenen Garnisonskirche in Tönning stand, schuf Theodor Allers.
Auf der Gemarkung der Gemeinde liegen die beiden Landschaftsschutzgebiete Großes Moor und Kätner Moor sowie das NATURA 2000-Schutzgebiet FFH-Gebiet Kleiner Geestrücken südlich Dörpling. Etwa sechs Kilometer nordöstlich befindet sich das Naturschutzgebiet Dellstedter Birkwildmoor. Jedes Jahr im August findet das traditionelle Volksfest statt.
In der Liste der Kulturdenkmale in Tellingstedt stehen die in der Denkmalliste des Landes Schleswig-Holstein eingetragenen Kulturdenkmale.

## Wirtschaft und Infrastruktur

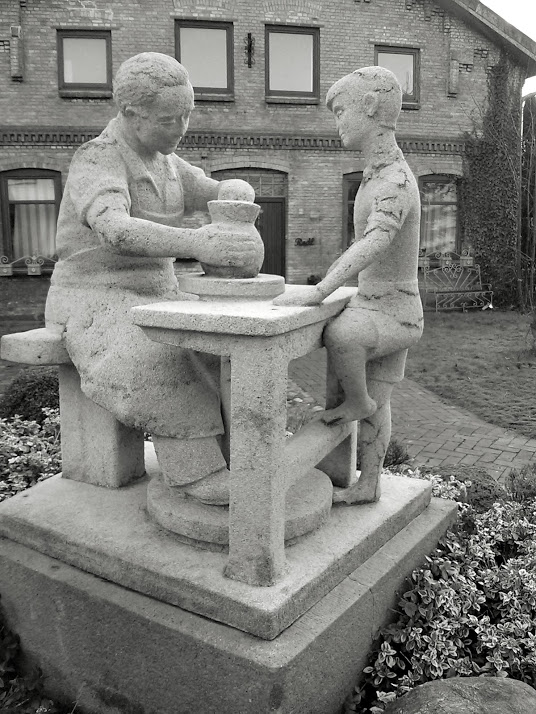
Töpferdenkmal in Tellingstedt

Für die wirtschaftliche Bedeutung Tellingstedts war das traditionelle kleinstädtische und ländliche Handwerk prägend, insbesondere die zahlreichen Töpfer machten den Ort überregional bekannt: bis zu 17 Werkstätten konnten auf Grund des dortigen umfangreichen Tonvorkommens weit über den Tellingstedter Bedarf hinaus die Bewohner mit Haushaltsgegenständen und Arbeitszubehör beliefern. Dieser Wirtschaftszweig war bis gegen Ende des vorigen Jahrhunderts jedoch so weit rückläufig, dass schließlich in geringem Umfang nur noch ein traditionelles Kunstgewerbe übrigblieb. An die 300 Jahre alte Töpfertradition erinnert heute, im Zentrum von Tellingstedt an der Hauptstraße, das sogenannte Töpferdenkmal. Dieses zeigt einen Mann, Heinrich Reimer, der ein traditionelles Gefäß töpfert und einen Jungen, der bei der Arbeit zuschaut.

Von 1905 bis 1937 hatte der Ort einen Bahnanschluss an der Kreisbahn Norderdithmarschen.

Bis 1988 hatte die in Schleswig-Holstein verbreitete Supermarktkette Wandmaker in Tellingstedt ihren Firmensitz. Sie wurde von der coop eG übernommen, die den Markt in einen Sky-Markt umgewandelt hat.

Darüber hinaus bietet Tellingstedt zwei Fachgeschäfte, die auch über die Grenzen von Schleswig-Holstein hinweg bekannt sind: das Waffengeschäft Schrum mit Ausrüstung und Waffen für Sport und Jagd und das Festgarderobengeschäft Laue mit Festtags- und Hochzeitsmode.

## Bildung
In Tellingstedt gibt es eine Gemeinschaftsschule/Gesamtschule mit Grundschulteil.

## Persönlichkeiten

### Söhne und Töchter der Gemeinde
- Frauke Missfeldt-Bünz (1882–1976), Malerin in Kiel
- Heinz-Werner Arens (1939–2011), Politiker (SPD), von 1996 bis 2005 Präsident des Landtages von Schleswig-Holstein
- Max-Otto Lorenzen (1950–2008), Philosoph und Publizist
- Karsten Jasper (* 1952), Bürgermeister von 1990 bis 2008 und Landespolitiker (CDU)
- Helmut Meyer (* 1953), Bürgermeister von 2008 bis 2018

### Mit Tellingstedt verbunden

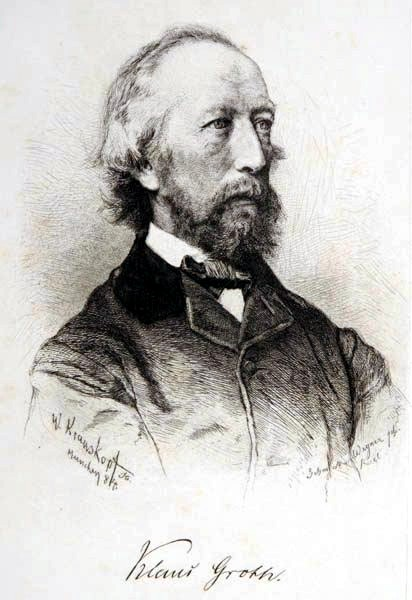
Klaus Groth

- Hartich Sierk (* 1588 in Wrohm in Dithmarschen; † nach 1664 ebenda), deutscher Landwirt und Chronist, lebte im Kirchspiel Tellingstedt
- Magdalena Hedwig Röder (* 1656 in Lübeck; † 19. September 1687 in Tellingstedt), Malerin
- Klaus Groth (* 1819 in Heide; † 1899 in Kiel), nannte Tellingstedt mien Jungsparadies
- Helmut Wandmaker (* 1916 in Schalkholz; † 2007 in Tellingstedt), Unternehmer und Buchautor
- Arno Schmidt (* 1914 in Hamburg-Hamm; verst. 1979 in Celle), Schriftsteller; sein Roman „Die Schule der Atheisten“ spielt in Tellingstedt
- Alexandra (* 1942 in Heydekrug, jetzt Šilutė; † 1969 in Tellingstedt), Sängerin, verstarb im Ort bei einem Autounfall